# Far Cry (jeu vidéo)
Pour le film, voir Far Cry (film).
Far Cry est un jeu vidéo de tir à la première personne, développé par le studio allemand Crytek et édité par Ubisoft Montréal sur PC en 2004. Doté d'un moteur graphique novateur, Far Cry fut l'un des premiers rares jeux de tir à la première personne à se dérouler sous le soleil d'une île paradisiaque. Le jeu a connu un franc succès auprès des joueurs et a été numéro un des ventes en avril et mai 2004 en France, au Royaume-Uni et aux États-Unis. 730 000 exemplaires se sont vendus en moins de quatre mois après sa sortie.
Entre le 1er et le 6 septembre 2007, le jeu a été gratuitement distribué par Ubisoft (mais en incluant des publicités), en téléchargement libre et gratuit, pour peu que l'on possède un compte « Ubi.com » basé aux États-Unis.
Doté de graphismes exceptionnels pour l'époque, Far Cry se distingue aussi par ses mécaniques de jeux novatrices. Si le déroulement de l'histoire respecte une trame scénaristique linéaire, de nombreuses missions permettent au joueur d'aborder les situations de différentes façons. Le potentiel de rejouabilité du titre est alors très important.
Le jeu est ressorti sur Xbox 360 et PlayStation 3 en 2014 dans une version HD entièrement remastérisée. Cette version est présente dans une compilation regroupant quatre jeux de la franchise Far Cry, dont celui-ci.

## Trame

### Personnages
- Protagonistes :
  - Jack Carver : Protagoniste Principal, Ex soldat des forces armées américaines envoyé en Micronésie pour enquêter sur les agissements du Docteur Krieger. Il est le personnage incarné par le joueur.
  - Valérie Constantine : Agent envoyée par la CIA afin d'enquêter sur les agissements de Krieger.
- Antagonistes:
  - George Krieger : Antagoniste Principal, c'est un scientifique ayant pour projet de conquérir le monde avec ses mutants.
  - Crowe : Chef des mercenaires dirigés par Krieger.

### Synopsis
Ex-soldat des Forces spéciales américaines, Jack Carver se retrouve échoué sur un mystérieux archipel en Micronésie à la suite de l'attaque et de la destruction du bateau à bord duquel il transportait et escortait une journaliste. Il part alors à sa recherche mais se rend compte que l'archipel est militairement protégé. Des mercenaires surveillent les îles, sous les ordres d'un scientifique (Krieger) qui poursuit de mystérieuses recherches génétiques sur des primates appelés trigènes.

### Scénario
Jack Carver vient juste de mettre de côté son mystérieux passé et s'est exilé dans le Pacifique sud. Il est alors approché par Valérie Constantine (Val) qui lui demande de l'emmener secrètement dans une île inexplorée de Micronésie. Peu après le débarquement de Val, le bateau est attaqué par des mercenaires et détruit. Jack parvient à s'échapper mais se retrouve isolé à des milliers de kilomètres de toute habitation. Sa seule alliée étant sûrement quelque part dans les profondeurs de la jungle, il part à sa recherche.
En parcourant les lieux, il trouve un téléphone portable avec lequel il peut communiquer avec un homme dénommé Doyle. Suivant les conseils de son providentiel interlocuteur, il traverse diverses îles hostiles, occupées par des mercenaires. Lorsqu'il rencontre les premiers primates (les trigènes), Jack découvre rapidement que l'île est en fait le théâtre d'une gigantesque expérience scientifique sur les mutations génétiques.
Au fur et à mesure que le jeu se déroule, il semble clair que les trigènes sont en train d'échapper au contrôle des mercenaires. Et les expériences ne semblent plus seulement limitées aux mutations sur les primates, mais atteignent également les mercenaires eux-mêmes. Lorsque Jack retrouve Val, elle se fait embarquer dans un hélicoptère qu'il tente alors de stopper, et elle parvient à s'échapper. Après avoir regagné la côte à la nage, Val révèle à Jack être un agent de la CIA enquêtant sur les agissements de Krieger. Elle propose alors à Jack de se séparer pour mieux parcourir l'île.
Après de longues explorations, Jack doit à nouveau aller secourir Val. Mais la progression est rendue difficile par des trigènes de plus en plus nombreux et hors de contrôle. Afin d'éviter le désordre, Krieger appelle en renfort des mercenaires d'élite, que Jack doit aussi combattre. Lorsqu'il retrouve enfin Val, il vient de tuer le chef des mercenaires, Crowe. D'après les informations que ce dernier portait sur lui, Krieger posséderait une bombe nucléaire sur l'île. Ensemble, ils trouvent la bombe dans l'un des campements des mercenaires de Krieger, et s'en servent pour détruire une usine, après s'être injectés un sérum anti-mutagène.
Ils sont ensuite capturés par Krieger et ses troupes. Celui-ci dévoile son plan à Carver, lui expliquant qu'il envisage d'envahir le monde avec ses trigènes. Il emmène Valérie avec lui, et laisse Carver dans une nature remplie de mutants. Il se rend compte ensuite que sa peau devient verdâtre, signe d'une mutation, et que Valérie en est également victime. Il traverse les combats des derniers mercenaires contre les trigènes, et affronte Krieger lui aussi mutant, à l'intérieur d'un  volcan. Ce dernier mort, Jack apprend que Doyle l'a manipulé et qu'il est lui aussi l'un des chefs des mercenaires. Celui-ci refuse de  donner à Jack et à Valérie l'antidote à leurs transformations. Furieux, Jack abat ses hommes qui le protègent puis finit par exécuter Doyle et quitte l'île avec Val, la soignant avec l'antidote à bord d'un navire tandis que l'île du Docteur Krieger explose derrière eux. Alors que Valérie guérit, un dossier se trouve à côté d'elle intitulé « Project Mutant » (Project Far Cry dans la version originale).

### Voix françaises
- Xavier Fagnon : Jack Carver
- Véronique Picciotto : Valérie Constantine
- Marc Alfos : Harlan Doyle
- Daniel Gall : le Dr Wilhelm Krieger
- Voix additionnelles : Gérard Dessalles, Patrice Baudrier, Patrick Borg, Marc Saez, Thierry Kazazian

## Système de jeu
Le jeu comporte une campagne solo à vingt niveaux et trois modes multijoueur.
Le jeu se parcourt souvent en extérieur avec une liberté de mouvement assez grande, notamment grâce à des niveaux très vastes et par la possibilité de conduire divers véhicules (buggy, bateau, deltaplane, etc.). Bien que l'aventure soit tout à fait linéaire, les différentes missions qui la composent peuvent s'effectuer de manière différente, par exemple en fonction des chemins empruntés.
Far Cry incorpore une approche réaliste, obligeant le joueur à des actions parfois tactiques : il est souvent nécessaire de trouver des couvertures, les médicaments et armures sont rares et les munitions en quantité limitée. Cependant, il est impossible de rater une mission en déclenchant une alarme ou en tuant une mauvaise personne.
Le jeu dispose d'un système de points de sauvegarde. Au cours des niveaux, les nouveaux ennemis sont de plus en plus puissants et les points de sauvegarde se font plus rares, ce qui peut augmenter la frustration des joueurs car la difficulté n'est pas modifiable en cours de partie à moins de recommencer totalement le scénario. Cependant, depuis le patch 1.2, un système de sauvegarde rapide a été mis en place pour en pallier l'espacement.
Les hélicoptères (armés ou non) et avions à décollage vertical sont très utilisés par les ennemis mais le joueur n'a pas la possibilité de les piloter, contrairement aux véhicules terrestres et aux bateaux.

### Intelligence artificielle
L'intelligence artificielle (IA) est l'un des points forts du mode « solo » du jeu. Les ennemis se comportent de façon rationnelle, par exemple en ne s'exposant pas inutilement aux tirs ou en progressant à couvert. Un groupe ennemi peut se scinder en deux : pendant qu'une partie des mercenaires fixe le joueur, l'autre partie tente de le prendre à revers. Ils utilisent toutes les armes à leur disposition, y compris les grenades, et conduisent les véhicules.
Lorsqu'ils ne sont pas attaqués, les ennemis vaquent à leurs occupations : fumer une cigarette, s'entraîner au tir, faire des pompes, échanger des commentaires... Ces activités ajoutent au réalisme et renforcent l'immersion. L'IA est réglable, de « facile » à « réaliste ». Cependant plus l'IA est performante, plus les besoins en puissance de calcul sont élevés.

### Classes disponibles
Trois classes sont disponibles en mode multijoueur :
- soldat d'assaut : possède le plus de vie et transporte les plus grosses armes, utilisé dans les assauts.

Équipement : M249, G36, XM29 OICW, Pancor Jackhammer, FN P90, grenade, machette et Desert Eagle.
- Sniper : tireur d'élite parfait pour les maps dans la jungle.

Équipement : AW50, lance-roquettes, Desert Eagle, MP5SD, fumigènes, jumelles, matraque électrique et machette.
- Soutien : construit des bases, pose des bombes, il est le plus rapide.

Équipement : M4 Carbine, MP5SD, trousse de soins (ou) explosifs, fumigènes, Desert Eagle et clé anglaise.

### Mode multijoueur
Le mode multijoueur propose trois variantes :
- FFA : pour « Free For All » (chacun pour soi), un deathmatch individuel où il faut tuer tous les ennemis ;
- TDM : pour « Team Death Match » (match à mort par équipe) où il faut tuer les membres de l'équipe adverse ;
- Assault : jeu d'équipe de capture des drapeaux adverses, en nombre variable (souvent trois dans les maps d'origine). Les drapeaux sont pris les uns après les autres, dans un ordre prédéterminé, sans possibilité de reprendre un drapeau perdu. La performance est chronométrée. À la fin de la partie, assaillants et défenseurs échangent leurs camps. Le nouvel assaillant doit alors gagner la partie en moins de temps que la première équipe. Ce mode est de loin le mode multijoueur le plus pratiqué.

## Développement
Premier d'une nouvelle génération de jeu de tir à la première personne, il a été suivi la même année par Doom 3 et Half-Life 2 qui se situent dans la même catégorie.
La concurrence de l'époque sur ce créneau venait surtout de Doom 3, sorti à peine deux mois plus tard, de son univers glauque et de son moteur graphique tout aussi novateur.
« Far cry » est une expression anglophone signifiant « éloigné ».
Far Cry utilise CryEngine, un nouveau moteur de jeu développé par Crytek. À l'origine, le jeu est basé sur une démo technologique appelée « X-Isle : Dinosaur Island » créée par Crytek pour nVidia afin de montrer les capacités graphiques de la GeForce 3.
Le jeu est capable d'afficher une très grande profondeur à l'écran, avec un système de rendu spécial pour la végétation. De plus, tous les niveaux sont accessibles en streaming, sans chargement à l'intérieur de ceux-ci, le moteur fait cohabiter des espaces intérieurs et extérieurs sans transition ni ralentissement.
Technologiquement, le jeu utilise beaucoup les Pixel Shaders, notamment pour les effets de l'eau. Les personnages sont rendus grâce à la technologie du Polybump, améliorée par Crytek. La mise à jour du jeu sous la version 1.3 introduit l'utilisation du HDR dans le CryEngine mais n'est compatible qu'avec les cartes graphiques supportant le Shader Model 3.0 et le support du mélange 64 bits.

## Postérité

### Suites
Propriétaire de la licence Far Cry, Ubisoft a annoncé une « suite » officielle à son jeu, Far Cry 2. Crytek n'a pas assuré son développement, le studio allemand ayant été chargé par Electronic Arts de produire un tout nouveau jeu de tir à la première personne, intitulé Crysis, qui comporte néanmoins certaines similitudes avec Far Cry (décor tropical, importante liberté d'action, décors proches du photoréalisme, par exemple).
En 2004, Ubisoft a annoncé Far Cry Instincts sur Xbox, PlayStation 2 et GameCube mais seule la version Xbox n'a pas été annulée , la PlayStation 2 et la GameCube n'étant pas suffisamment puissantes pour faire tourner le jeu.[réf. nécessaire] Une suite sur Xbox, Far Cry Instincts : Evolution, reçut moins d'engouement à sa sortie.
En 2006, une version dénommée « Far Cry Instincts : Predator », un portage de Far Cry Instincts, est sortie sur Xbox 360.
Toujours en 2006, une version Wii a été préparée pour le line-up de la console, Far Cry Vengeance.
Disponible depuis octobre 2008, Far Cry 2 permet au joueur d'incarner un mercenaire plongé au cœur d'une guerre civile dans un pays d'Afrique.
Les principaux critiques de jeux vidéo, suivis par une majorité de joueurs, ont reproché l'aspect répétitif du titre et du mauvais portage console vers PC, ainsi que l'absence de SDK et la difficulté à créer ou à louer des serveurs dédiés.
Le 7 juin 2011, Ubisoft présente Far Cry 3 lors du salon du jeu vidéo E3. Le jeu est sorti fin 2012 sur PC, PS3 et Xbox 360.
Far Cry 4 a été présenté à l'E3 2014, il est sorti le 18 novembre 2014 sur PC, PS4, Xbox One, PS3 et Xbox 360.
En 2017 Ubisoft dévoile Far Cry 5, qui est sorti le 27 mars 2018 sur PC, PS4 et Xbox One.
En Juin 2023, son code source fuite,.

### Adaptation au cinéma
- 2008 : Far Cry, du réalisateur allemand Uwe Boll.